# Jonathan (odrůda jablek)

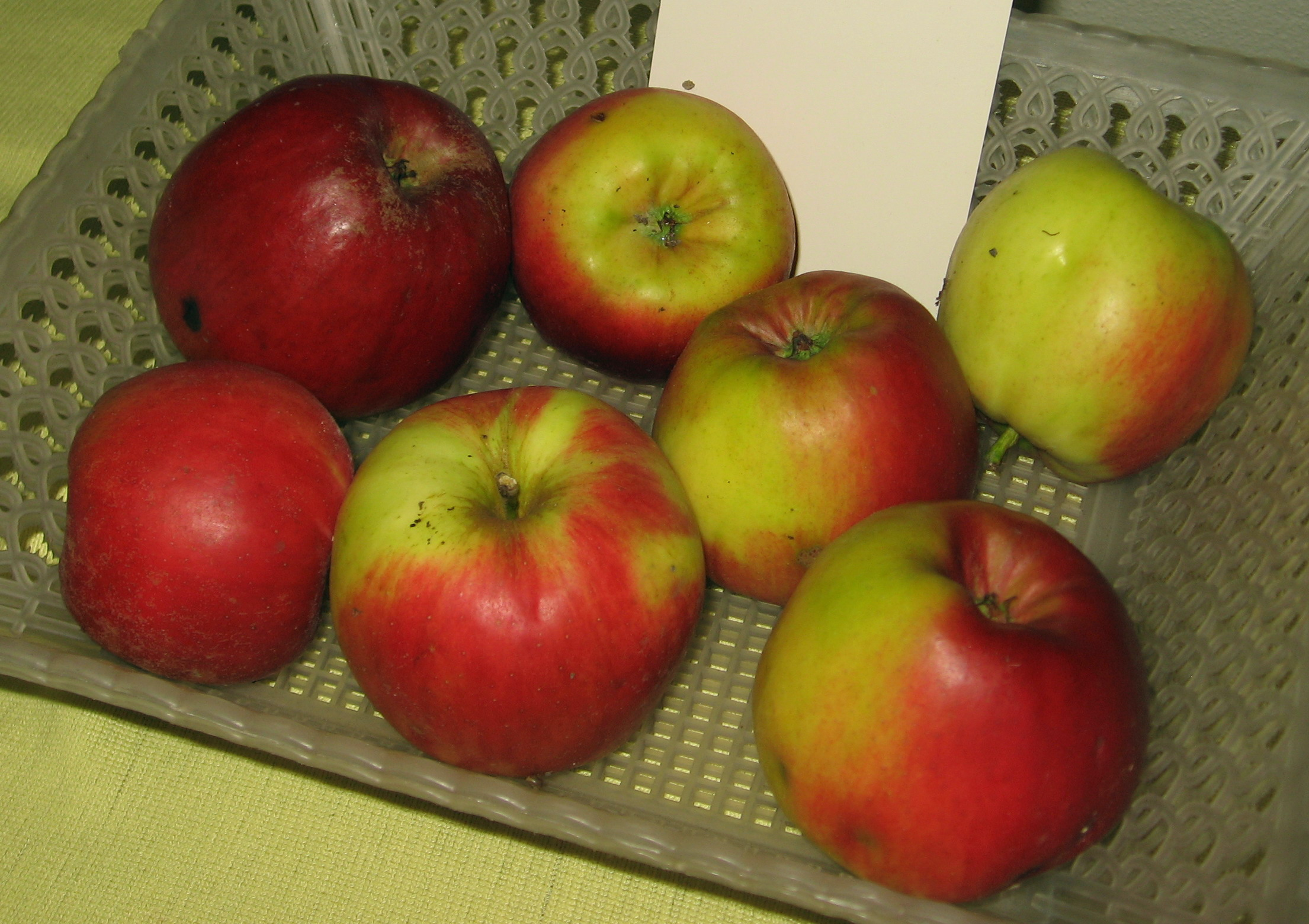

Jonathan (Malus domestica 'Jonathan'), je ovocný strom, kultivar druhu jabloň domácí z čeledi růžovitých. Plody jsou řazeny mezi podzimní odrůdy jablek, sklízí se v říjnu, skladovatelné jsou do konce března.

## Historie

### Původ
Původem je z USA, byla vyšlechtěna ve státě New York, vznikla kolem roku 1800, jako semenáč odrůdy  'Esopus Spitzenburg' . V ČR je registrována od roku 1954.

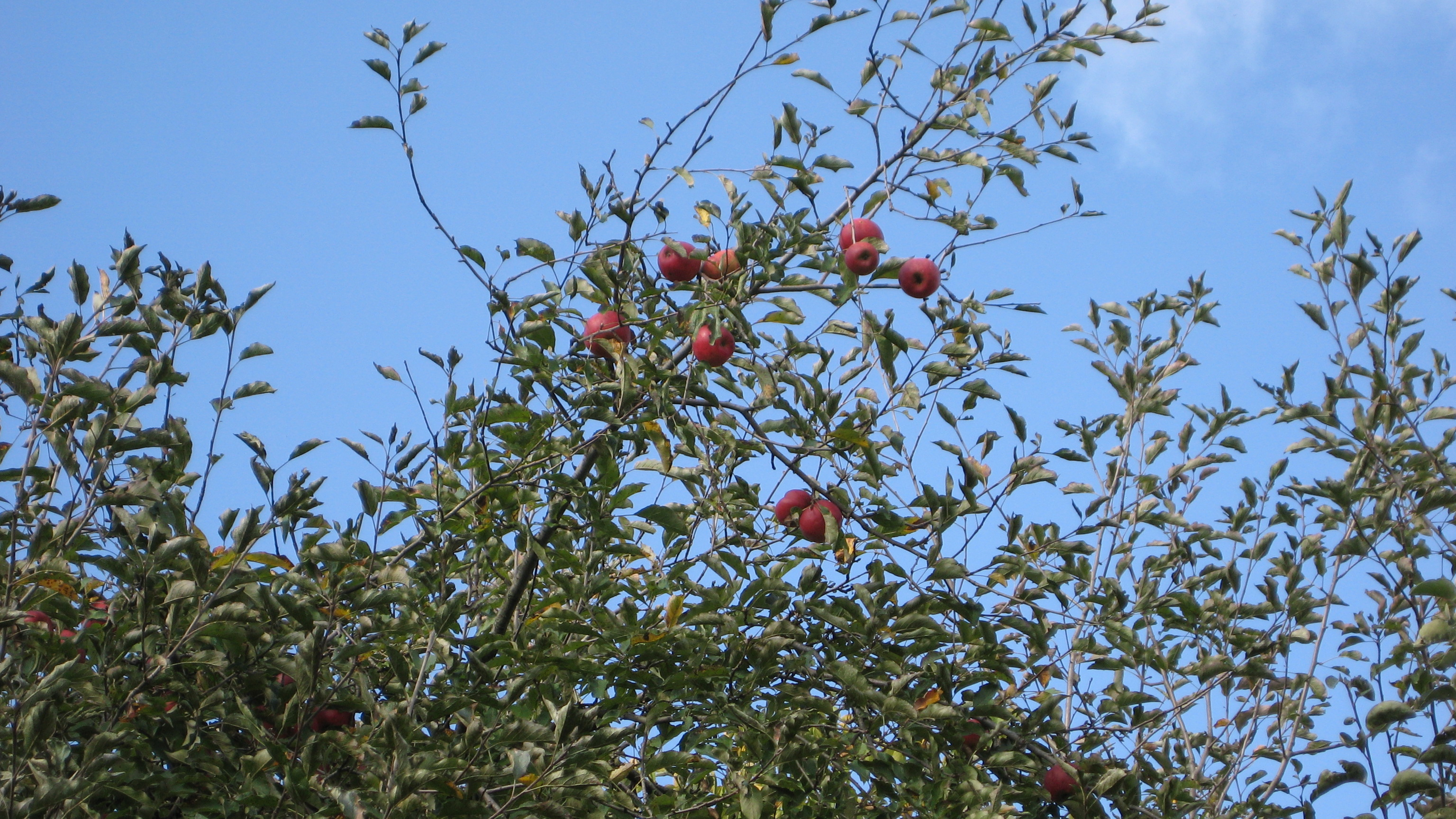
Jonathan, habitus koruny.

## Vlastnosti
Odrůda je diploidní,částečně samosprašná. Pravidelný řez a protrhávání plůdků jsou považovány za vhodnou péči pro dobrý zdravotní stav a solidní velikost plodů. Kvete se skupinou středně pozdně kvetoucích odrůd.

### Růst
Vzrůstem se odrůda řadí mezi zpočátku středně, později slabě rostoucí. Vytváří rozložitý typ korun.

## Plodnost
Plodí záhy, bohatě a při dobré péči i pravidelně.

## Plod
Plod je kulatý, střední až malý. Slupka je na omak suchá, zelenožluté zbarvení je překryté červeným líčkem a žíhaním. Dužnina je bílá až nažloutlá se sladce navinulou chutí.

## Choroby a škůdci
Odrůda je silně náchylná k strupovitosti jabloní a náchylná k padlí, je silně náchylná k bakteriové spále růžovitých a poněkud náchylná k nektriové rakovině. Podle jiných zdrojů silně trpí padlím, především v suchých oblastech, a středně strupovitostí. Po zmlazení nebo při nadbytku dusíku trpí silně Jonathanovou skvrnitostí plodů.

## Použití
Je vhodná ke skladování a přímému konzumu. Odrůdu lze použít do teplejších poloh na stanovišti se závlahou a živnou půdou , za nezbytnost je považováno pěstování s chemickým ošetřením.

## Příbuzné odrůdy
Jsou pěstovány pupenové mutace:  'Blackjon' ,  'Jonared'  a  'Red Jonathan' .
Pro vynikající chuťové vlastnosti byla odrůda 'Jonathan' často využívána pro další šlechtění:
- Idared – kříženec 'Wagenerovo' × 'Jonathan' – americká odrůda z roku 1930
- Jonagold – kříženec 'Golden Delicious' × 'Jonathan' – americká odrůda z roku 1943
  - Jonagored a Jonagored supra – barevné mutace odrůdy Jonagold
- Jonadel – kříženec 'Jonathan' × 'Delicious' – americká odrůda z roku 1958
- Jonalord – kříženec 'Lord Lambourne' × 'Jonathan' – česká odrůda z roku 1993
- Fany – kříženec 'Jonathan' × 'Šampion' – česká odrůda z roku 2004